# Coruja-dos-pagodes
Strix seloputo é uma espécie de ave estrigiforme pertencente à família Strigidae.